# Afrocyclops
Afrocyclops è un genere di crostacei appartenente alla famiglia delle Cyclopidae.
Contiene le seguenti specie:
- Afrocyclops pauliani